# Nikolaj Barekow

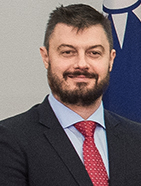
Nikolaj Barekow, 2017

Nikolaj Barekow (bulgarisch Николай Бареков; * 16. Oktober 1972 in Plowdiw) ist ein bulgarischer Politiker der Partei Bulgarien ohne Zensur und Journalist.

## Leben
Barekow war ab 1992 Radiojournalist in Plowdiw. Barekow gründete die Partei Bulgarien ohne Zensur. Die Partei ist nach einer gleichnamigen Fernsehsendung benannt, die Barekow von 2010 bis Sommer 2013 präsentierte. Er ist seit 2014 Abgeordneter im Europäischen Parlament. Dort ist er Mitglied im Ausschuss für Industrie, Forschung und Energie und in der Delegation für die Beziehungen zu Iran.